# Coppa panamericana femminile di pallavolo 2022
La Coppa panamericana femminile di pallavolo 2022 si è svolta dal 21 al 28 agosto 2022 a Hermosillo, in Messico: al torneo hanno partecipato dieci squadre nazionali tra nordamericane e sudamericane e la vittoria finale è andata per la quinta volta alla Repubblica Dominicana.

## Impianti
|                                                                      |  |  |
|                                                                      |  |  |
| Arena Sonora Città: Hermosillo Capienza: 3 500 Anno d'apertura: 1969 |  |  |

## Regolamento

### Formula
Le dieci squadre hanno disputato una prima fase a gironi con formula del girone all'italiana; al termine della prima fase:
- Le prime tre classificate di ogni girone hanno acceduto alla fase finale per il primo posto, strutturata in quarti di finale, a cui hanno partecipato solo le secondo e le terze classificate, semifinali, finale per il quinto posto, finale per il terzo posto e finale.
- Le quarte e le quinte classificate di ogni girone hanno acceduto alla finale per il settimo posto, strutturata in semifinali, finale per il nono posto e finale per il settimo posto.

### Criteri di classifica
Se il risultato finale è stato di 3-0 sono stati assegnati 5 punti alla squadra vincente e 0 a quella sconfitta, se il risultato finale è stato di 3-1 sono stati assegnati 4 punti alla squadra vincente e 1 a quella sconfitta, se il risultato finale è stato di 3-2 sono stati assegnati 3 punti alla squadra vincente e 2 a quella sconfitta.
L'ordine del posizionamento in classifica è stato definito in base a:
- Numero di partite vinte;
- Punti;
- Ratio dei punti realizzati/subiti;
- Ratio dei set vinti/persi;
- Risultati degli scontri diretti;
- Classifica avulsa.

## Squadre partecipanti
| Squadra         | Qualificazione      | Ultima partecipazione      |
| --------------- | ------------------- | -------------------------- |
| Canada          | -                   | Perù 2019                  |
| Colombia        | -                   | Perù 2019                  |
| Costa Rica      | -                   | Repubblica Dominicana 2018 |
| Cuba            | -                   | Perù 2019                  |
| Messico         | Paese organizzatore | Perù 2019                  |
| Nicaragua       | -                   | Debutto                    |
| Perù            | -                   | Perù 2019                  |
| Porto Rico      | -                   | Perù 2019                  |
| Rep. Dominicana | -                   | Perù 2019                  |
| Stati Uniti     | -                   | Perù 2019                  |

## Torneo

### Fase a gironi
| Girone A        | Girone B  |
| --------------- | --------- |
| Costa Rica      | Canada    |
| Perù            | Colombia  |
| Porto Rico      | Cuba      |
| Rep. Dominicana | Messico   |
| Stati Uniti     | Nicaragua |

#### Girone A

##### Risultati
| 21 agosto 2022 Arena Sonora, Hermosillo Durata: 1h:05 - Spettatori: 350   | Rep. Dominicana | 3 - 0 | Costa Rica  | 25-9, 25-8, 25-9                  |
| 21 agosto 2022 Arena Sonora, Hermosillo Durata: 1h:47 - Spettatori: 3 000 | Stati Uniti     | 3 - 1 | Perù        | 25-13, 21-25, 25-22, 25-17        |
| 22 agosto 2022 Arena Sonora, Hermosillo Durata: 1h:16 - Spettatori: 350   | Rep. Dominicana | 3 - 0 | Perù        | 25-13, 25-18, 25-22               |
| 22 agosto 2022 Arena Sonora, Hermosillo Durata: 1h:17 - Spettatori: 1 500 | Stati Uniti     | 3 - 0 | Porto Rico  | 25-19, 25-16, 25-22               |
| 23 agosto 2022 Arena Sonora, Hermosillo Durata: 1h:06 - Spettatori: 200   | Perù            | 3 - 0 | Costa Rica  | 25-15, 25-12, 25-14               |
| 23 agosto 2022 Arena Sonora, Hermosillo Durata: 1h:12 - Spettatori: 500   | Rep. Dominicana | 3 - 0 | Porto Rico  | 25-17, 25-11, 25-18               |
| 24 agosto 2022 Arena Sonora, Hermosillo Durata: 1h:03 - Spettatori: 150   | Stati Uniti     | 3 - 0 | Costa Rica  | 25-14, 25-17, 25-7                |
| 24 agosto 2022 Arena Sonora, Hermosillo Durata: 2h:10 - Spettatori: 1 500 | Porto Rico      | 3 - 2 | Perù        | 23-25, 25-20, 16-25, 25-17, 15-12 |
| 25 agosto 2022 Arena Sonora, Hermosillo Durata: 1h:06 - Spettatori: 200   | Porto Rico      | 3 - 0 | Costa Rica  | 25-12, 25-14, 25-12               |
| 25 agosto 2022 Arena Sonora, Hermosillo Durata: 2h:07 - Spettatori: 4 500 | Rep. Dominicana | 3 - 2 | Stati Uniti | 23-25, 24-26, 25-16, 25-22, 15-8  |

##### Classifica
| Pos | Squadra         | Pt | G | V | P | SV | SP | Ratio | PF  | PS  | Ratio |
| --- | --------------- | -- | - | - | - | -- | -- | ----- | --- | --- | ----- |
| 1.  | Rep. Dominicana | 18 | 4 | 4 | 0 | 12 | 2  | 6,000 | 337 | 222 | 1,518 |
| 2.  | Stati Uniti     | 16 | 4 | 3 | 1 | 11 | 4  | 2,750 | 343 | 284 | 1,207 |
| 3.  | Porto Rico      | 8  | 4 | 2 | 2 | 6  | 8  | 0,750 | 282 | 287 | 0,982 |
| 4.  | Perù            | 8  | 4 | 1 | 3 | 6  | 9  | 0,666 | 304 | 316 | 0,962 |
| 5.  | Costa Rica      | 0  | 4 | 0 | 4 | 0  | 12 | 0,000 | 143 | 300 | 0,476 |

#### Girone B

##### Risultati
| 21 agosto 2022 Arena Sonora, Hermosillo Durata: 1h:15 - Spettatori: 500   | Canada   | 0 - 3 | Cuba      | 16-25, 26-28, 23-25        |
| 21 agosto 2022 Arena Sonora, Hermosillo Durata: 0h:58 - Spettatori: 2 500 | Messico  | 3 - 0 | Nicaragua | 25-11, 25-8, 25-9          |
| 22 agosto 2022 Arena Sonora, Hermosillo Durata: 1h:19 - Spettatori: 400   | Colombia | 3 - 0 | Canada    | 25-18, 25-14, 28-26        |
| 22 agosto 2022 Arena Sonora, Hermosillo Durata: 1h:36 - Spettatori: 1 650 | Messico  | 3 - 1 | Cuba      | 24-26, 25-16, 25-16, 25-18 |
| 23 agosto 2022 Arena Sonora, Hermosillo Durata: 0h:57 - Spettatori: 200   | Cuba     | 3 - 0 | Nicaragua | 25-7, 25-11, 25-14         |
| 23 agosto 2022 Arena Sonora, Hermosillo Durata: 1h:18 - Spettatori: 4 000 | Messico  | 0 - 3 | Colombia  | 14-25, 25-27, 11-25        |
| 24 agosto 2022 Arena Sonora, Hermosillo Durata: 1h:00 - Spettatori: 300   | Canada   | 3 - 0 | Nicaragua | 25-10, 25-19, 25-19        |
| 24 agosto 2022 Arena Sonora, Hermosillo Durata: 1h:10 - Spettatori: 1 300 | Cuba     | 0 - 3 | Colombia  | 16-25, 22-25, 17-25        |
| 25 agosto 2022 Arena Sonora, Hermosillo Durata: 1h:00 - Spettatori: 200   | Colombia | 3 - 0 | Nicaragua | 25-8, 25-12, 25-12         |
| 25 agosto 2022 Arena Sonora, Hermosillo Durata: 1h:22 - Spettatori: 4 500 | Messico  | 3 - 0 | Canada    | 25-19, 25-21, 25-21        |

##### Classifica
| Pos | Squadra   | Pt | G | V | P | SV | SP | Ratio | PF  | PS  | Ratio |
| --- | --------- | -- | - | - | - | -- | -- | ----- | --- | --- | ----- |
| 1.  | Colombia  | 20 | 4 | 4 | 0 | 12 | 0  | MAX   | 305 | 195 | 1,564 |
| 2.  | Messico   | 14 | 4 | 3 | 1 | 9  | 4  | 2,250 | 299 | 242 | 1,235 |
| 3.  | Cuba      | 11 | 4 | 2 | 2 | 7  | 6  | 1,166 | 284 | 271 | 1,047 |
| 4.  | Canada    | 5  | 4 | 1 | 3 | 3  | 9  | 0,333 | 259 | 279 | 0,928 |
| 5.  | Nicaragua | 0  | 4 | 0 | 4 | 0  | 12 | 0,000 | 140 | 300 | 0,466 |

### Finali 1º e 3º posto
|  | Quarti | Quarti      | Quarti |  |  | Semifinali | Semifinali      | Semifinali |  |                 | Finale          | Finale          | Finale |
|  |        |             |        |  |  |            |                 |            |  |                 |                 |                 |        |
|  |        |             |        |  |  | 1B         | Colombia        | 3          |  |                 |                 |                 |        |
|  |        |             |        |  |  | 1B         | Colombia        | 3          |  |                 |                 |                 |        |
|  |        |             |        |  |  | 2A         | Stati Uniti     | 1          |  |                 |                 |                 |        |
|  | 2A     | Stati Uniti | 3      |  |  | 2A         | Stati Uniti     | 1          |  |                 |                 |                 |        |
|  | 2A     | Stati Uniti | 3      |  |  |            |                 |            |  |                 |                 |                 |        |
|  | 3B     | Cuba        | 2      |  |  |            |                 |            |  |                 |                 |                 |        |
|  | 3B     | Cuba        | 2      |  |  |            |                 |            |  | 1B              | Colombia        | 1               |        |
|  |        |             |        |  |  |            |                 |            |  | 1B              | Colombia        | 1               |        |
|  |        |             |        |  |  |            |                 |            |  |                 | 1A              | Rep. Dominicana | 3      |
|  |        |             |        |  |  |            |                 |            |  |                 | 1A              | Rep. Dominicana | 3      |
|  |        |             |        |  |  |            |                 |            |  |                 |                 |                 |        |
|  |        |             |        |  |  |            |                 |            |  |                 |                 |                 |        |
|  |        |             |        |  |  | 1A         | Rep. Dominicana | 3          |  | Finale 3° posto | Finale 3° posto | Finale 3° posto |        |
|  |        |             |        |  |  | 1A         | Rep. Dominicana | 3          |  |                 |                 |                 |        |
|  |        |             |        |  |  | 2B         | Messico         | 1          |  |                 | 2A              | Stati Uniti     | 3      |
|  | 2B     | Messico     | 3      |  |  |            | Messico         | 1          |  |                 | 2A              | Stati Uniti     | 3      |
|  | 2B     | Messico     | 3      |  |  |            |                 |            |  | 2B              | Messico         | 1               |        |
|  | 3A     | Porto Rico  | 2      |  |  |            |                 |            |  |                 | Messico         | 1               |        |
|  | 3A     | Porto Rico  | 2      |  |  |            |                 |            |  |                 |                 |                 |        |

#### Quarti di finale
| 26 agosto 2022 Arena Sonora, Hermosillo Durata: 2h:17 - Spettatori: 2 000 | Stati Uniti | 3 - 2 | Cuba       | 27-29, 22-25, 25-22, 25-16, 19-17 |
| 26 agosto 2022 Arena Sonora, Hermosillo Durata: 2h:11 - Spettatori: 4 500 | Messico     | 3 - 2 | Porto Rico | 25-17, 25-19, 18-25, 20-25, 15-12 |

#### Semifinali
| 27 agosto 2022 Arena Sonora, Hermosillo Durata: 1h:59 - Spettatori: 2 000 | Colombia        | 3 - 1 | Stati Uniti | 25-16, 25-27, 25-20, 25-20 |
| 27 agosto 2022 Arena Sonora, Hermosillo Durata: 1h:43 - Spettatori: 4 500 | Rep. Dominicana | 3 - 1 | Messico     | 23-25, 25-21, 25-8, 25-14  |

#### Finale 5º posto
| 28 agosto 2022 Arena Sonora, Hermosillo Durata: 1h:40 - Spettatori: 1 500 | Cuba | 3 - 1 | Porto Rico | 14-25, 25-22, 25-23, 25-21 |

#### Finale 3º posto
| 28 agosto 2022 Arena Sonora, Hermosillo Durata: 1h:46 - Spettatori: 2 000 | Messico | 1 - 3 | Stati Uniti | 19-25, 26-24, 16-25, 11-25 |

#### Finale
| 28 agosto 2022 Arena Sonora, Hermosillo Durata: 1h:51 - Spettatori: 2 500 | Rep. Dominicana | 3 - 1 | Colombia | 21-25, 25-13, 25-21, 25-16 |

### Finali 7º e 9º posto
|  | Semifinali | Semifinali | Semifinali |      |            | Finale 7º posto | Finale 7º posto | Finale 7º posto |  |
|  |            |            |            |      |            |                 |                 |                 |  |
|  | Costa Rica | Costa Rica | 3          |      |            |                 |                 |                 |  |
|  | Costa Rica | Costa Rica | 3          |      |            |                 |                 |                 |  |
|  | Nicaragua  | Nicaragua  | 2          |      |            |                 |                 |                 |  |
|  | Nicaragua  | Nicaragua  | 2          |      | Costa Rica | Costa Rica      | 0               |                 |  |
|  |            |            |            |      | Costa Rica | Costa Rica      | 0               |                 |  |
|  |            |            | Perù       | Perù | 3          |                 |                 |                 |  |
|  | Perù       | Perù       | Perù       | Perù | 3          | 3               |                 |                 |  |
|  | Perù       | Perù       |            |      |            | 3               |                 |                 |  |
|  | Canada     | Canada     | 0          |      |            | Finale 9º posto | Finale 9º posto | Finale 9º posto |  |
|  | Canada     | Canada     | 0          |      |            |                 |                 |                 |  |
|  |            |            |            |      |            |                 |                 |                 |  |
|  |            |            |            |      |            | Nicaragua       | Nicaragua       | 0               |  |
|  |            |            |            |      |            | Nicaragua       | Nicaragua       | 0               |  |
|  |            |            |            |      |            | Canada          | Canada          | 3               |  |

#### Semifinali
| 26 agosto 2022 Arena Sonora, Hermosillo Durata: 1h:54 - Spettatori: 250   | Costa Rica | 3 - 2 | Nicaragua | 19-25, 20-25, 25-14, 25-22, 15-13 |
| 26 agosto 2022 Arena Sonora, Hermosillo Durata: 1h:26 - Spettatori: 1 500 | Perù       | 3 - 0 | Canada    | 25-22, 25-22, 25-18               |

#### Finale 9º posto
| 27 agosto 2022 Arena Sonora, Hermosillo Durata: 1h:12 - Spettatori: 200 | Nicaragua | 0 - 3 | Canada | 21-25, 14-25, 22-25 |

#### Finale 7º posto
| 27 agosto 2022 Arena Sonora, Hermosillo Durata: 1h:03 - Spettatori: 400 | Costa Rica | 0 - 3 | Perù | 14-25, 17-25, 13-25 |

## Classifica finale
| Pos     | Squadra         | Rosa |
| ------- | --------------- | --- |
| Oro     | Rep. Dominicana | Formazione: 1 Terrero, 2 Rodríguez, 4 Peralta, 5 Castillo, 7 Marte, 8 Arias, 9 Hinojosa, 14 de la Rosa, 15 Guillén, 16 Peña, 18 de la Cruz, 22 Caraballo, 23 Ga. González, 24 Ge. González, CT: Kwiek |
| Argento | Colombia        | Formazione: 1 Mosquera, 2 Soto, 3 Segovia, 5 Olaya, 7 Montaño, 9 Grajales, 10 Toro, 11 Caicedo, 13 Gómez, 14 Velásquez, 15 Marín, 16 Rangel, 19 Martínez, 20 Coneo, CT: Rizola                        |
| Bronzo  | Stati Uniti     | Formazione: 10 Butler, 14 May, 17 Barton, 21 Jones, 22 White, 26 Alhassan, 27 Skinner, 28 Evans, 32 Lishman, 33 Reed, 34 Samedy, 35 Dilfer, 36 Gates, 37 Bastianelli, CT: Rostratter                  |
| 4       | Messico         | Formazione: 2 Bricio, 3 Castro, 4 Rodríguez, 7 Martínez, 11 Urías, 12 Landeros, 14 Crosetti, 15 Rivera, 19 Villegas, 20 Topete, 21 Núñez, 22 González, 24 Ríos, 25 Flores, CT: Petry                  |
| 5       | Cuba            | Formazione: 2 Madán, 4 Suárez, 5 Martínez, 10 Miranda, 11 G. Moreno, 12 Cesé, 13 Viltres, 14 Tarín, 15 Aguilera, 16 Castillo, 18 Matienzo, 20 Finé, 23 Tamayo, 24 T. Moreno, CT: Olazábal             |
| 6       | Porto Rico      | Formazione: 1 de Jesús, 3 Miranda, 4 Ortiz, 5 Benítez, 8 Rojas, 9 Nogueras, 15 Collazo, 16 Hernández, 17 Castillo, 18 Rivera, 21 Victoriá, 23 Vélez, CT: Soto                                         |
| 7       | Perù            | Formazione: 1 Ayme, 3 Chavez, 4 de la Peña, 5 Guerrero, 8 López, 9 Mc Leod, 15 Muñoz, 16 Ortiz, 17 Patiño, 18 Rodríguez, 21 E. Sánchez, 23 Y. Sánchez, CT: Hervás                                     |
| 8       | Costa Rica      | Formazione: 6 Castro, 9 Arroyo, 10 Picado, 12 Thompson, 14 Fonseca, 17 Alfaro, 18 Espinoza, 21 Sáenz, 22 Solano, 23 Rodríguez, 24 Hernández, 25 Mata, CT: Acuña                                       |
| 9       | Canada          | Formazione: 1 Fitterer, 2 Langegger, 6 Calnan, 7 Van Buskirk, 10 Herbin, 14 Attieh, 15 Solecki, 17 Jost, 19 Duchesneau, 21 Heppell, 22 Snape, 23 Madill, 24 Calkins, 25 Grills, CT: O'Dwyer           |
| 10      | Nicaragua       | Formazione: 1 Blandino, 2 Arcia, 3 Mendoza, 4 Traña, 5 Brenes, 6 Rodríguez, 8 Conto, 9 Brenes, 11 Aguilera, 15 Calero, 17 Forbes, 20 Smith, CT: Quintana                                              |

|  | Qualificata ai XIX Giochi panamericani |

## Premi individuali
| Premio                 | Nome                  | Squadra         |
| ---------------------- | --------------------- | --------------- |
| MVP                    | Niverka Marte         | Rep. Dominicana |
| Miglior realizzatrice  | Avery Skinner         | Stati Uniti     |
| Miglior servizio       | Bethania de la Cruz   | Rep. Dominicana |
| Miglior difesa         | Brenda Castillo       | Rep. Dominicana |
| Miglior ricevitrice    | Brenda Castillo       | Rep. Dominicana |
| Miglior palleggiatrice | María Alejandra Marín | Colombia        |
| Miglior opposto        | Gaila González        | Rep. Dominicana |
| Miglior schiacciatrice | Bethania de la Cruz   | Rep. Dominicana |
| Miglior schiacciatrice | Avery Skinner         | Stati Uniti     |
| Miglior centrale       | Geraldine González    | Rep. Dominicana |
| Miglior centrale       | Darlevis Mosquera     | Colombia        |
| Miglior libero         | Brenda Castillo       | Rep. Dominicana |